# 源義公
源 義公（みなもと の よしきみ）は、平安時代後期の武士。源義綱の六男。

## 略歴
『尊卑分脈』には五条院の判官代とあるが、「五条院」には該当者がいない。
天仁2年（1109年）、河内源氏の棟梁であり、従兄弟でもある源義忠が暗殺されるという事件（源義忠暗殺事件）が発生し、兄・義明がその暗殺犯とされた。父・義綱はこれを受けて義公を含めた息子らと共に近江国甲賀山（鹿深山）へ立て籠もるという行動に出た。そこに棟梁を継いだ義忠の甥（弟とする説もある）源為義らが白河院からの追討命令を受けて攻めかかってきた。義公は兄達が次々に自害していくのを最後まで見届け、一人静かに自害した。